# Michel Qissi
Michel Qissi (arab.: قصي ميشيل), właściwie Mohammed Qissi (ur. 12 września 1962 w Wadżdzie) – amerykańsko-belgijski aktor i reżyser pochodzenia marokańskiego, znany z roli Tong Po w filmie Kickboxer (1989) z Jeanem-Claude’em van Damme’em i jego kontynuacji Kickboxer 2: Godziny zemsty (1991). 

## Życiorys
Urodził się  w Wadżdzie. Miał dwóch braci: Youssefa i Abdela. Kiedy miał dwa lata, wraz z rodziną przeprowadził się do Brukseli w Belgii. W wieku siedmiu lat rozpoczął trenować boks i w wieku 17 lat został mistrzem amatorem w swojej kategorii wagowej. Trenował potem shōtōkan, karate, boks tajski i kickboxing. W młodym wieku zaprzyjaźnił się z Jeanem-Claude’em van Damme’em. Razem wychowali się z tą samą pasją do filmów akcji i sztuk walki.
W 1982, Qissi i Van Damme przenieśli się do Stanów Zjednoczonych w nadziei, że staną się gwiazdorami kina akcji. W 1984 obaj zostali obsadzeni jako statyści w sekwencji pierwszego tańca komediodramatu Breakdance (Breakin', 1983) z Christopherem McDonaldem. Po rozmowie z Menahem Golanem z Cannon Films, Van Damme został zaangażowany do głównej roli, a Qissi dostał niewielką rolę Suana Paredesa w filmie Krwawy sport (Bloodsport, 1988).

## Filmografia
| Rok  | Film                        | Rola                            | Uwagi                              |
| ---- | --------------------------- | ------------------------------- | ---------------------------------- |
| 1984 | Breakdance                  | zatańczył w pierwszej sekwencji | niewymieniony w napisach końcowych |
| 1987 | Krwawy sport                | Suan Paredes                    |                                    |
| 1989 | Kickboxer                   | Tong Po                         |                                    |
| 1990 | Lwie serce                  | Moustafa                        |                                    |
| 1991 | Kickboxer 2: Godziny zemsty | Tong Po                         |                                    |
| 1991 | Krwawy mecz                 | Davey O’Brien                   |                                    |
| 1993 | Na śmierć                   | Denard                          |                                    |
| 1993 | Terminator Woman            | Alex Gatelee                    | reżyseria                          |
| 2001 | Extreme Force               | Kong Li                         | reżyseria                          |
| 2001 | The Falkland Man            | DeFuego                         |                                    |
| 2014 | Bara                        | Bara / Hamza                    | reżyseria                          |
| 2015 | Heart of a Lion             |                                 | reżyseria                          |
| 2015 | Out for Vengeance           | Tarek El-Yuzdi                  |                                    |
| 2016 | Kickboxer: Vengeance        | mężczyzna w celi                |                                    |
| 2024 | The Last Kumite             | Wolf                            |                                    |